# Bleu d'Aoste
Le Bleu d'Aoste est un fromage valdôtain à pâte persillée.

## Processus de production
Fromage à pâte persillée crue de lait de vache entier pasteurisé, le Bleu d'Aoste, conçu par le docteur Battista Locatelli[réf. nécessaire], est produit pour la première fois le 8 mars 2005 à la Centrale laitière de la Vallée d'Aoste.
On inocule du lait entier pasteurisé provenant de vaches de race valdôtaine (Valdostaine pie rouge et Valdostaine pie noire) élevées en Vallée d'Aoste au-dessus des 600⁄700 mètres, avec une culture de Penicillium roqueforti et de ferments lactiques sélectionnés. Le lait est laissé s'acidifier lors de la production afin d'obtenir une caillée qui n'est pas soumise ensuite à cuisson[réf. nécessaire].
La période d'affinage est comprise entre 90 et 120 jours.

## Prix
Le Bleu d'Aoste a reçu la médaille d'or dans la catégorie des fromages à pâte persillée aux 4es JO des fromages de montagne (octobre 2005 à Vérone) et aux 4es JO à Oberstdorf (octobre 2007).